# 大手行
大手行（おおてこう）とは、日本において主に護送船団方式時代（1970年代から1990年代頃）に用いられた用語で、以下の銀行のこと。

## 都市銀行
(外国為替専門銀行を含む)
- 0001 第一勧業銀行
- 0002 三井銀行
- 0003 富士銀行
- 0005 三菱銀行
- 0006 協和銀行
- 0008 三和銀行
- 0009 住友銀行
- 0010 大和銀行
- 0011 東海銀行
- 0012 北海道拓殖銀行
- 0014 太陽神戸銀行
- 0015 東京銀行
- 0032 埼玉銀行

## 信託銀行
- 0287 三井信託銀行
- 0288 三菱信託銀行
- 0289 安田信託銀行
- 0290 東洋信託銀行
- 0291 中央信託銀行
- 0292 日本信託銀行
- 0294 住友信託銀行

## 長期信用銀行
- 0396 日本興業銀行
- 0397 日本長期信用銀行
- 0398 日本債券信用銀行